# Sören Bertram
Sören Bertram (Uelzen, 5 giugno 1991) è un ex calciatore tedesco, di ruolo centrocampista o attaccante.

## Carriera

### Club
Ad inizio carriera ha giocato 2 partite nella prima divisione tedesca ed una partita in Europa League con la maglia dell'Amburgo; in seguito ha poi giocato anche nella seconda divisione tedesca.

### Nazionale
Ha giocato nelle nazionali giovanili tedesche Under-18, Under-19 ed Under-20.